# Centralny Związek Spółdzielczości Budownictwa Mieszkaniowego
Centralny Związek Spółdzielczości Budownictwa Mieszkaniowego (CZSBM) – centralny związek spółdzielczy, uprawniony do ingerowania w statut i skład zarządu spółdzielni, przymusowo w nim zrzeszonych. 
Powstał w 1961 r. z przekształcenia Związku Spółdzielni Mieszkaniowych (utworzonego na Krajowym Zjeździe Delegatów Spółdzielni Mieszkaniowych w Warszawie 28-29 grudnia 1956). Wieloletnim prezesem (w latach 1972-1982) był Stanisław Kukuryka.
CZSBM przestał istnieć na mocy ustawy o zmianach w organizacji i działalności spółdzielczości z 1990 r., która nakazała likwidację wszystkich centralnych związków spółdzielczych.